# Roca (Guayaquil)
Roca ist ein Stadtteil von Guayaquil und eine Parroquia urbana im Kanton Guayaquil der ecuadorianischen Provinz Guayas. Die Fläche beträgt etwa 44 ha. Die Einwohnerzahl lag 2010 bei 5545.

## Lage
Die Parroquia Roca liegt im Stadtzentrum von Guayaquil. Das Gebiet hat eine Längsausdehnung in SSW-NNO-Richtung von 730 m sowie eine mittlere Breite von etwa 550 m. Das Verwaltungsgebiet wird im Osten von der Calle Boyacá, im Westen von der Avenida Quito begrenzt. Im Süden verläuft die Verwaltungsgrenze entlang der Avenida 9 de Octubre, im Norden entlang der Calle Julián Coronel am Fuße des Hügels Cerro El Carmen.
Die Parroquia Roca grenzt im Westen an die Parroquia Nueve de Octubre, im Norden an die Parroquia Tarqui, im Osten an die Parroquia Pedro Carbo sowie im Süden an die Parroquia Rocafuerte.

## Geschichte
Die Parroquia wurde nach Francisco María Roca (* 1786; † 1846), einem Unabhängigkeitskämpfer benannt.